# Icod de los Vinos
Icod de los Vinos je mesto in občina v provinci Santa Cruz de Tenerife na otoku Tenerife, na Kanarskih otokih (Španija), ki je na severozahodnem delu otoka. Prebivalci Icoda so v španščini znani kot icodenses.
Icod ima površino 95,90 kvadratnih kilometrov, leži na nadmorski višini 235 metrov in je leta 2022 imel 23.496 prebivalcev.

## Lega
Icod de los Vinos je na neprekinjenem gladkem pobočju, ki se razteza od obsežnih gozdov kanarskega bora do morja in ima skoraj 10 km obale. Mesto je obdano z rodovitno dolino, njegove ulice in vogali pa ponujajo pogled na vulkansko goro Teide, pa tudi na goste borovce, ki se od njenega vrha spuščajo do višjih predelov Icoda. Nasadi banan, sadovnjaki in vinogradi so povod za živahno trgovino. Dolina je rodovitna in poljedelsko bogata comarca, kot kaže polno ime mesta, Icod de los Vinos (Icod vin).
Icod de los Vinos je približno 47 km zahodno od glavnega mesta Santa Cruz de Tenerife.

## Zgodovina
Mesto, ustanovljeno leta 1501, je zbirka gosposkih hiš, starodavnih palač, cerkva in samostanov.
Ime izvira iz nekdanjega menceyato Icoden, skupaj s sklicevanjem na lokalno vino. Španski osvajalci so hitro poselili to rodovitno in dobro namočeno regijo ter uvedli gojenje sladkornega trsa in vinske trte; slednja je prevladala.

## Spomeniki in zanimivi kraji
Na trgu Plaza de Lorenzo Cáceres stoji spomenik generalu Joséju Antoniu Páezu, utemeljitelju neodvisnosti Venezuele, čigar praded je prišel iz Icoda. Mestne soseske so posejane z neštetimi puščavnicami in drugimi stavbami, ki dajejo Icodu veliko simbolno in umetniško vrednost, ki jo lahko cenite v Museo de Arte Sacro v cerkvi San Marcos.

### Starodavno zmajevo drevo
V Parque del Drago, blizu cerkve San Marcos, stoji znamenito zmajevo drevo (22 m visoko, spodnji premer debla 10 m, ocenjena teža 70 t), ki naj bi bilo staro tisoč let (od tod tudi njegovo lokalno ime, El Drago Milenario: tisočletni zmaj). Čeprav se zdi, da nobena študija ni potrdila takšne dolgoživosti drevesa (drakosi ne proizvajajo letnih obročev, po katerih bi lahko ugotovili njihovo starost; drevo je bolj verjetno staro več sto let), je dolgo- časovni simbol Icod.
Po neuspešnem poskusu mestnega sveta leta 2002 je bila leta 2011 podana še ena ponudba za uvrstitev zmajevega drevesa Icod na Unescov seznam svetovne dediščine.

### Cerkev San Marcos
Cerkev San Marcos (Sv. Marka) je na Plaza de Lorenzo Cáceres, na mestu, kjer so po izročilu Gvanči že pred osvojitvijo častili svetnikovo ikono - una pequeña talla gótica-flamenca.

### Plaza de La Pila
Plaza de La Pila, blizu Parque del Drago, meji na velike stare hiše, med katerimi je značilna Casa de los Cáceres (hiša družine Cáceres), ki je zdaj muzej. Sam trg ima majhen botanični vrt.

### Plaza de Lorenzo Cáceres
Plaza de Lorenzo Cáceres s svojo pestro vegetacijo je v okolju Parque del Drago. Tu je tudi župnijska cerkev San Marcos, cerkev v slogu kanarskih otokov, zgrajena v prvi polovici 16. stoletja. Cerkev ima pet ladij, od katerih so tri ločene s stebri, dve pa imata stranski kapeli. Na zunanjosti cerkve sta vredna ogleda kamnit zvonik in pročelje. V notranjosti hranijo pomembne podobe, pa tudi dragocene skulpture; med njimi izstopata kipa sv. Marka Evangelista in Gospe od kraljev v poznogotskem slogu ter zanimive slike, med katerimi je tudi Oznanjenje.

### Playa de San Marcos
Ta zaščiten zaliv na severni obali Tenerifa je dobil ime po podobi sv. Marka Evangelista, ki ga častijo v župnijski cerkvi Icod, ki nosi njegovo ime. To je ista slika, ki se je pojavila v jami blizu morske obale med osvajanjem otoka. Več zgodovinarjev, vključno z licenciatom Juanom Nuñezom de la Peño, omenja njegovo čudno in skrivnostno odkritje.
Varnost, ki jo zagotavlja to pristanišče, zaščiteno pred skoraj vsemi vetrovi, zaščiteno z visokimi obdajajočimi pečinami, z dobrimi sidrišči in plažo, je vodilo, da so ga navigatorji vse od osvojitve Tenerifa izbrali za zatočišče v nevihtnem vremenu. Te ugodne razmere in bližina bogatih borovih gozdov, ki jih je Icod takrat imel v veliko večjem izobilju kot danes, so spodbujali trgovino z lesom in izdelavo ladij. V ladjedelnicah so zgradili številne galeje in fregate za službo španskega kralja.
Don Luis de la Cueva y Benavides, generalni guverner Kanarskih otokov in predsednik njihove kraljeve avdiencie, je izbral to zaščiteno pristanišče za gradnjo fregat, ko se jih je lotil za kraljevo armado, in zaradi tega so ljudje, ki so ostali v tem mestu med gradnjo ladij, vključno s številnimi pomorskimi tesarji in tesnili, prišlo v Icod. Les so sekali v gozdu, ki je takrat obstajal v bližini Ermita del Amparo, kraja, ki to dejstvo še vedno beleži v imenu Corte de Naos (kraj, kjer so sekali les za ladje), ki ga ohranja.
Vojaki treh enot milice, ki so bili takrat nameščeni v Icodu, so med gradnjo fregat z veliko pripravljenostjo in skrbnostjo pomagali pri vsem, kar so jim naročili ljudje in vsi, ki so živeli v bližini, so se odrekli svoji postelji za udobno nastanitev vojakov in delavcev, ki jih je don Luis de la Cueva pripeljal s seboj.
Generalni guverner je bil tako zadovoljen z obnašanjem vojakov v Icodu, da je pred odhodom 30. novembra 1601 izdal pismo pohvale prek svojega pisarja Juana Nuñeza de Caina y Zaraze. Pismo jim je priznavalo privilegirano oprostitev prisilnega prenočišča, udeležbe pri nočnih bedenjih ali prispevkov zanje ter oprostitev osebne službe. Nadalje je ukazal, da njegovi poročniki, vodje milice, kapitani in vsi drugi vojaški častniki ne smejo siliti svojih mož, da gredo v druga mesta na vojaške parade, temveč naj drugi pridejo v Icod, da jih izvajajo. Le ko so bili drugi garnizoni v pripravljenosti, so morali potovati, da bi se jih udeležili.
To so bili časi nenehnega preplaha in strahu za prebivalce Kanarskih otokov, zaradi pogostega pojavljanja piratov in korzarjev v kanarskih vodah, in vsako mesto je živelo na vojni nogi, da bi preprečilo njihova presenečenja in ekscese. Prebivalci Icoda, ki so bili pozorni na obrambo, so na strateški in tajni lokaciji hranili arzenal 500 mušket in rezervo smodnika. Ker pa je bila glavna nevarnost pri Puerto de San Marcos, čeprav je bil slednji po naravi utrjen, so na plaži zgradili močno obzidje, da bi bilo mesto lažje dostopno za izkrcanje, in na vidnem mestu v mestu zgradili stražni stolp, mesto, iz katerega so njegovi stražarji, ki so imeli širši pogled na morje kot tisti na obali, nenehno opazovali obzorje.
Danes je Playa de San Marcos, zaščitena s školjkastimi pečinami in prekrita s črnim peskom, značilnim za severni Tenerife, kraj rekreacije.

### Cueva del Viento
Cueva del Viento (jama vetra), ki velja za največjo vulkansko jamo na svetu, je znana v dolžini več kot 17 kilometrov. Sestavljena je iz kompleksne lavine cevi z več vhodi in je največja taka cev v Evropski uniji. Predstavlja veliko notranjo kompleksnost, široko paleto geomorfoloških struktur in edinstveno favno, tako živo kot fosilizirano. Druge jame, prav tako zelo obsežne, najdemo v drugih kotičkih mesta: to so San Marcos, Punto Blanco, El Rey in Felipe Reventón.

### Casa de Los Cáceres
To je bila prej rezidenca Lorenza Cáceresa, polkovnika inženircev. Njena trinadstropna neoklasicistična fasada predstavlja tradicionalna okna; visoka obokana osrednja vrata imajo kamnit okvir, venec in balustrado in precej skrit balkon s struženimi balustri v glavnem oknu.

### Javna knjižnica Icod
Javna knjižnica Icod se je vrnila na prvotno mesto. Nove instalacije, v katerih je sedaj nameščena, jo lahko – in bi morale – spremeniti v enega najboljših bibliografskih in kulturnih referenčnih središč na otokih. Danes ima knjižnica tri podružnice.
Osrednja knjižnica je še vedno v samostanu v San Franciscu in že vsebuje blizu 13.200 knjig.
- Knjižnica Inštituta Lucasa Martína Espina (11.000 zvezkov)
- Knjižnica Santa Barbara (2500 zvezkov, specializirana za otroško literaturo)

Z odkrito ustvarjalnim namenom knjižnica izdaja literarno zbirko kanarskih umetnosti in publikacij. Ti kratki zvezki so bili ustvarjeni, da bi obiskovalcem ponudili nekaj najbolj izjemnih umetniških, literarnih in pisnih možnosti Kanarskih otokov posebej in Španije na splošno. Dokumenti z naslovom Trama interior ponovno združujejo tri mlade kanarske slikarke: Cristino Gámez, Evo Ibarria in Roso Rodríguez.

## Kuhinja Icod
Gastronomija Icod de los Vinos je edinstvena; nekatere jedi je mogoče pripraviti le lokalno, saj zahtevajo avtohtone sestavine, ki jih je mogoče najti samo na Kanarskih otokih. Pravzaprav je kanarska kuhinja eklektična, saj so bili otoki že stoletja pristanišče. Njene najbolj značilne lastnosti so los mojos ali omake (mojo verde, narejena iz koriandra in mojo picón, pikantna omaka, sta najpogostejši), ki služijo kot priljubljena priloga ribam odlične teksture in okusa, kot je npr. bogas, samas, salemas, chernes in znamenita vieja (»starka«). Papas arrugadas ('naguban krompir'), krompir, kuhan v slani vodi in postrežen v olupku: med vsemi njihovimi sortami velja, da je 'črni' najboljši. Icod je tudi dom pestrega izbora slaščic; bienmesabe, arroz a la miel (medeni riž), piononos (polnjene ocvrte trpotce), leche asada (praženo mleko), quesadillas in truchas (ocvrto, polnjeno pecivo iz sladkega krompirja) so nekatere od Icodove najbolj cenjene sladice.